# Phaeostigma vartianorum
Phaeostigma vartianorum är en halssländeart som först beskrevs av H. Aspöck och U. Aspöck 1965.  Phaeostigma vartianorum ingår i släktet Phaeostigma och familjen ormhalssländor. Inga underarter finns listade i Catalogue of Life.